# Cephalotes pallens
Cephalotes pallens är en myrart som först beskrevs av Johann Christoph Friedrich Klug 1824.  Cephalotes pallens ingår i släktet Cephalotes och familjen myror. Inga underarter finns listade.